# Xylobium sulfurinum
Xylobium sulfurinum là một loài thực vật có hoa trong họ Lan. Loài này được (Lem.) Schltr. miêu tả khoa học đầu tiên năm 1918.